# 베이징 지하철 8호선

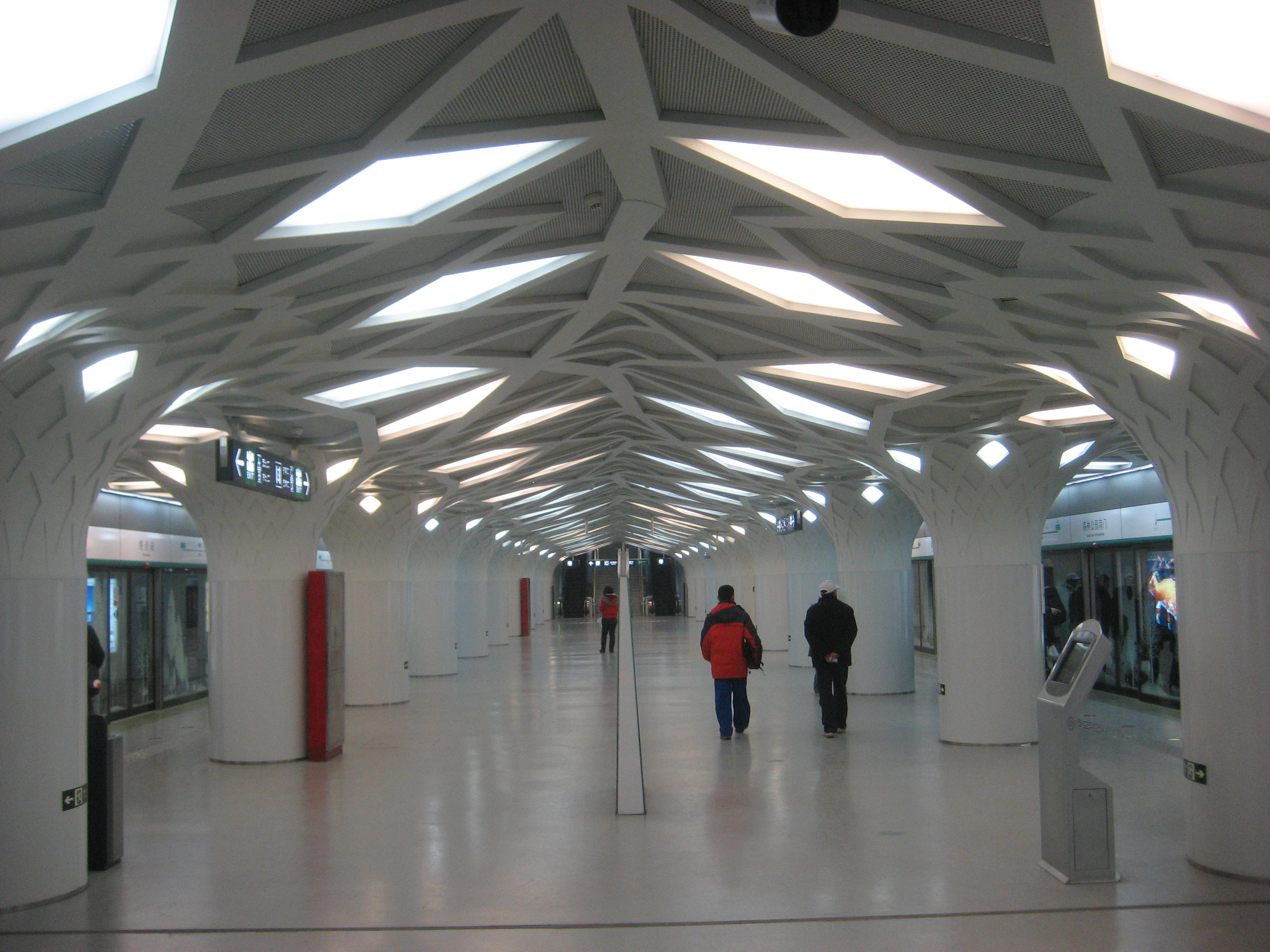
썬린궁위안난먼역

베이징 지하철 8호선(중국어 간체자: 北京地铁8号线, 병음: běijīng dìtiě bāhàoxiàn)은 중화인민공화국 베이징시의 주신좡역과 난뤄구샹역을 잇는 도시 철도 노선이다.

## 개요
8호선은 2008년 베이징 올림픽에 맞추어 계획된 노선 중 하나로, 미술관둥제 역(美术馆东街站) ~ 후이룽관 베북역(回龙观北站) 사이를 운행한다. 베이징 올림픽의 주경기장이 집중된 지구 내의 〈삼림공원 남문 역(森林公园南门站)〉, 〈올림픽공원 역〉, 〈올림픽스포츠센터 역〉 세 역과 10호선의 〈베이투청역〉(北土城站)의 구간이 올림픽 지선으로서 2008년 7월 19일에 부분 개통했다. 테러 대책 때문에 올림픽과 패럴림픽 종료까지는 10호선에서 직접 환승을 하지 못하고, 선수나 관계자, 당일 티켓을 가지고 있는 관객만 보안 검사를 거쳐 무료로 승차할 수 있었다. 일반에게 개방된 것은 9월 20일부터이다. 그리고 처음에 개통할 당시에는 지상 구간은 없었다가 주신좡역까지 연장 개통되면서 지상 구간이 생겼다.

## 역 일람
| 역명             | 역명(간자체)   | 영문명                    | 환승역    | 비고   |
| ---------------- | -------------- | ------------------------- | --------- | ------ |
| 주신좡           | 朱辛庄站       | Zhuxinzhuang              | ■ 창핑 선 |        |
| 위즈루           | 育知路站       | Yuzhilu                   |           |        |
| 핑시푸           | 平西府站       | Pingxifu                  |           |        |
| 후이룽관둥다제   | 回龙观东大街站 | Huilongguan Dongdajie     |           |        |
| 훠잉             | 霍营站         | Huoying                   | ■ 13호선  |        |
| 위신             | 育新站         | Yuxin                     |           |        |
| 시샤오커우       | 西小口站       | Xixiaokou                 |           |        |
| 융타이좡         | 永泰庄站       | Yongtaizhuang             |           |        |
| 린추이차오       | 林萃桥站       | Lincuiqiao                |           |        |
| 삼림공원 남문    | 森林公园南门站 | South Gate of Forest Park |           |        |
| 올림픽공원       | 奥林匹克公园站 | Olympic Green             | ■ 15호선  |        |
| 올림픽스포츠센터 | 奥体中心站     | Olympic Sports Center     |           |        |
| 베이투청         | 北土城站       | Beitucheng                | ■ 10호선  |        |
| 안화차오         | 安华桥站       | Anhuaqiao                 |           |        |
| 안더리베이제     | 安德里北街     | Andelibeijie              |           |        |
| 구러우다제       | 鼓楼大街站     | Guloudajie                | ■ 2호선   |        |
| 스차하이         | 什刹海站       | Shichahai                 |           |        |
| 난뤄구샹         | 南锣鼓巷站     | Nanluoguxiang             | ■ 6호선   |        |
| 중국미술관       | 中国美术馆     | National Art Museum       |           |        |
| 진위후통         | 金鱼胡同       | Jinyu Hutong              |           |        |
| 왕푸징           | 王府井         | Wangfujing                | ■ 1호선   |        |
| 첸먼             | 前门           | Qianmen                   | ■ 2호선   |        |
| 주스커우         | 珠市口         | Zhushikou                 | ■ 7호선   |        |
| 텐차오           | 天桥           | Tian Qiao                 |           |        |
| 융딩먼와이       | 永定门外       | Yongdingmenwai            | ■ 14호선  |        |
| 무시위안         | 木樨园         | Muxi Yuan                 |           |        |
| 하이후툰         | 海户屯         | Haihu Tun                 |           |        |
| 다홍먼           | 大红门         | Dahongmen                 | ■ 10호선  | 미개통 |
| 다훙먼 남        | 大红门南       | Dahongmen Nan (South)     |           |        |
| 허이             | 和义           | Heyi                      |           |        |
| 둥가오디         | 东高地         | Donggao Di                |           |        |
| 훠젠완위안       | 火箭万源       | Huojian Wanyuan           |           |        |
| 우푸탕           | 五福堂         | Wufu Tang                 |           |        |
| 더마오           | 德茂           | Demao                     |           |        |
| 잉하이           | 瀛海           | Yinghai                   |           |        |

## 차량
6량이 편성된다.
- SFM12형

### 과거 차량
- DKZ15형

## 연혁
- 2008년 7월 19일 삼림공원 남문 - 베이투청 구간이 개통하였다.
- 2011년 12월 31일 후이룽관둥다제 - 삼림공원 남문 구간이 개통하였다.
- 2012년 12월 30일 베이투청 - 구러우다제 구간이 개통하였다.
- 2013년 12월 28일 구러우다제 - 중국미술관 구간이 개통하였다. 중국미술관역까지의 선로는 완공되었으나 영업을 하지 않기로 결정해서 난뤄구샹역이 종점역이 되었다. 이와 함께 베이징 지하철 창핑 선과 연결을 위한 북쪽 연장도 개업했다.

## 같이 보기
- 베이징 지하철